# Докучаев, Георгий Николаевич
Гео́ргий Никола́евич Докуча́ев (6 декабря 1922 года — 4 апреля 1994 года) — офицер Советской Армии, участник Великой Отечественной войны, Герой Советского Союза.

## Ранние годы
Родился 6 декабря 1922 года в деревне Гребёнкино Тверской губернии, в семье крестьянина. Русский. Окончил семь классов неполной средней школы в посёлке Буконтово. Работал на строительстве дорог в городе Зубцов, затем слесарем в Москве. Призван в Красную армию в июле 1941 года.
Участник Великой Отечественной войны с января 1942 года. Воевал на Калининском и 2-м Украинском фронтах. Был четырежды ранен. В 1944 году вступил в ряды ВКП(б)/КПСС.
В начале боевого пути был разведчиком, командиром отделения в 927-м полку 251-й стрелковой дивизии. Воевал в родных местах. Первое ранение получил в боях за посёлок Буконтово, находясь в ста метрах от здания школы, которую окончил перед войной.
После излечения в госпитале был направлен в Московское пехотное училище им. Верховного Совета РСФСР. Ускоренные курсы подготовки младшего командного состава окончил в 1943 году.

## Подвиг
В начале 1944 года гвардии младший лейтенант Г. Н. Докучаев был командиром взвода противотанковых ружей 127-го гвардейского стрелкового полка 42-й гвардейской стрелковой Прилукской ордена Ленина Краснознамённой ордена Богдана Хмельницкого дивизии на 2-м Украинском фронте.
В марте 1944 года в рамках осуществления Уманско-Ботошанской операции войска 2-го Украинского фронта перешли в наступление, одной из важных задач которого являлось форсирование реки Южный Буг. Решение задачи осложнялась тем, что река из-за половодья разлилась, вода в ней была ледяной, а плавсредства имелись в крайне ограниченном количестве.
Маршал И. С. Конев, командовавший в то время войсками 2-го Украинского фронта, вспоминал об этом:
Разлившаяся река казалась непреодолимой… противник на правом берегу заранее построил развитую систему оборонительных сооружений и заграждений, которые в сочетании с разливом реки представляли собой довольно сильный оборонительный рубеж. Нужны были величайшее мужество и героизм, чтобы разбить врага и сокрушить оборону на Южном Буге… Передовым частям, подходящим к Южному Бугу, была поставлена задача смело с ходу форсировать реку на подручных средствах, не ожидая подхода инженерных средств, и захватывать плацдармы.
11 марта 1944 года гвардии младший лейтенант Г. Н. Докучаев по приказу командования во главе группы бойцов вплавь переправился через реку Южный Буг в районе села Ладыжин. Под командованием Г. Н. Докучаева группа бойцов закрепилась на плацдарме и, отбивая атаки противника, удерживала плацдарм до тех пор, пока не переправился весь батальон. Из 15 бойцов группы Г. Н. Докучаева в живых после боя осталось только пятеро. Сам он в этом бою был ранен.
Указом Президиума Верховного Совета СССР от 13 сентября 1944 года за мужество и героизм, проявленные при форсировании Южного Буга и удержании плацдарма на его западном берегу, гвардии младшему лейтенанту Г. Н. Докучаеву присвоено звание Героя Советского Союза с вручением ордена Ленина и медали «Золотая Звезда».

## Дальнейшая судьба
После окончания Великой Отечественной войны продолжил службу в армии. В 1959 году окончил курсы «Выстрел». С ноября 1964 года майор Г. Н. Докучаев — в запасе. Жил в городе в городе Даугавпилс, Латвия. Работал воспитателем в ГПТУ № 37, затем на заводе приводных цепей. Был женат, отец двоих детей — дочери и сына.
Ушёл из жизни 4 апреля 1994 года. Похоронен на кладбище в городе Даугавпилс.

## Награды
- Медаль «Золотая Звезда» Героя Советского Союза (13.09.1944).
- Орден Ленина (13.09.1944).
- Орден Красного Знамени.
- Орден Отечественной войны I степени.
- Орден Отечественной войны II степени.
- Орден Красной Звезды.
- Медаль «За боевые заслуги».
- Медаль «За победу над Германией в Великой Отечественной войне 1941—1945 гг.».
- Медаль «За взятие Будапешта».
- Другие медали.

## Память
- Имя Героя высечено золотыми буквами в зале Славы Центрального музея Великой Отечественной войны в Парке Победы города Москва.